# Сулумов, Магомед Мусаевич
Магомед Мусаевич Сулумов (род. 18 февраля 1997 года) — российский боец смешанных бевых искусств, представитель лёгкой весовой категории. Выступает на профессиональном уровне с 2015 года, известен по участию в турнирах престижных бойцовских организаций ACA, ACB и в лиге AMC Fight Nights. Следующий претендент на пояс AMC Fight Nights в лёгком весе.

## Спортивные достижения
- Чемпионат Чеченской республики по ММА —

## Статистика ММА
| Боёв 12         | Побед 10 | Поражений 2 |
| --------------- | -------- | ----------- |
| Нокаутом        | 3        | 1           |
| Сдачей          | 1        | 0           |
| Решением        | 6        | 1           |
| Ничьи           | 0        | 0           |
| Не состоявшихся | 0        | 0           |

| Результат | Рекорд | Соперник               | Способ                                        | Турнир                                    | Дата             | Раунд | Время | Место | Примечание  |
| --------- | ------ | ---------------------- | --------------------------------------------- | ----------------------------------------- | ---------------- | ----- | ----- | ----- | ----------- |
| Победа    | 10-2   | Роман Авдал            | Решением (единогласным)                       | AMC Fight Nights 112: Аббасов - Пираев    | 10 июня 2022     | 3     | 5:00  |       |             |
| Победа    | 9-2    | Шамиль Мичилов         | Нокаутом (удар)                               | AMC Fight Nights 105: Минеев - Исмаилов 2 | 16 октября 2021  | 2     | 1:30  |       |             |
| Победа    | 8-2    | Симук Жанибек          | Решением (единогласным)                       | AMC Fight Nights 103: Раисов - Махно      | 15 июля 2021     | 3     | 5:00  |       |             |
| Победа    | 7-2    | Омурбек Токтоали Уулу  | Решением (единогласным)                       | ACA YE 13 ACA Young Eagles                | 13 октября 2020  | 3     | 5:00  |       |             |
| Победа    | 6-2    | Акоп Степанян          | Решением (единогласным)                       | ACB 89 Abdul-Aziz vs. Bagov               | 8 сентября 2018  | 3     | 5:00  |       |             |
| Победа    | 5-2    | Бруно Роверсо          | Техническим нокаутом (удары руками и локтями) | ACB 78 Young Eagles 24                    | 13 января 2018   | 2     | 2:28  |       |             |
| Поражение | 4-2    | Обердан Виейра Тенорио | Решением (единогласным)                       | ACB 68 Young Eagles 21                    | 26 августа 2017  | 3     | 5:00  |       |             |
| Победа    | 4-1    | Сергей Семижон         | Решением (единогласным)                       | ACB 56 Young Eagles 16                    | 1 апреля 2017    | 3     | 5:00  |       |             |
| Поражение | 3-1    | Андрей Красников       | Техническим нокаутом (удары)                  | ACB 44 Young Eagles 12                    | 3 сентября 2016  | 3     | 1:59  |       |             |
| Победа    | 3-0    | Григорий Мальцев       | Решением (единогласным)                       | ACB 33 - Young Eagles 6                   | 16 апреля 2016   | 3     | 5:00  |       |             |
| Победа    | 2-0    | Рауф Казизбеков        | Сабмишном (рычаг локтя)                       | ACB 28 - Young Eagles 4                   | 27 декабря 2015  | 1     | 4:59  |       |             |
| Победа    | 1-0    | Ислам Балов            | Техническим нокаутом (удары)                  | PFC Professional Fighting Championship 2  | 26 сентября 2015 | 1     | 3:14  |       | Дебют в ММА |